# Сюндюково (Татарстан)
Сюндюково (тат. Сөендек) — село в Тетюшском районе Республики Татарстан. Административный центр Сюндюковского сельского поселения.

## Этимология
Топоним произошёл от антропонима татарского происхождения «Сөендек»  (Сюендек).

## География
Находится на реке Свияга, в 58 км к юго-западу от города Тетюши. Высота над уровнем моря — 107 метров.

## История
Село основано во 2-й половине XVII века.  
В XVIII веке — 1-й половине XIX веков, жители относились к категориям государственных и удельных (с 1830-х годов) крестьян. Занимались земледелием, разведением скота, выполняли лашманскую повинность. 
В «Списке населенных мест по сведениям 1859 года», изданном в 1863 году, населённый пункт упомянут как лашманская деревня Сюндюкова 1-го стана Симбирского уезда Симбирской губернии. Располагалась при реке Свияге, по правую сторону почтового тракта из Симбирска в Казань, в 50 верстах от губернского города Симбирска и в 23 верстах от становой квартиры во владельческом селе Шумовка. В деревне в 57 дворах жили 705 человек (352 мужчины и 353 женщины). Была мечеть.
В 1897 в селе открылось медресе. 
По сведениям переписи 1897 года, в деревне Сюндюково Симбирского уезда Симбирской губернии жили 1249 человек (606 мужчин и 643 женщины), из них 1227 мусульман.
В начале XX века здесь располагалось волостное правление; функционировали 2 мечети, 2 медресе, 10 торгово-промышленных заведений. В этот период земельный надел сельской общины составлял 458,4 десятины. До 1920 село являлось центром Сюндюковской волости Симбирского уезда Симбирской губернии. С 1920 в составе Буинского кантона ТАССР. С 10 августа 1930 года в Буинском, с 4 августа 1938 года в Больше-Тарханском, с 12 октября 1959 года в Тетюшском районах.

## Население
| 1859 | 1897 | 1913 | 1920 | 1926 | 1938 | 1949 | 1958 | 1970 | 1979 | 1989 | 2002 | 2008 | 2010 | 2022 |
| ---- | ---- | ---- | ---- | ---- | ---- | ---- | ---- | ---- | ---- | ---- | ---- | ---- | ---- | ---- |
| 705  | 1079 | 1355 | 1498 | 1612 | 1571 | 1135 | 869  | 1218 | 584  | 416  | 350  | 322  | 319  | 165  |

Национальный состав
Согласно результатам переписи 2002 года, в национальной структуре населения села татары составляли 98% из 350 человек.

## Экономика
Полеводство, молочное скотоводство.

## Инфраструктура
Клуб, отделение почтовой связи, фельдшерско-акушерский пункт. 

## Религия
Мечеть.

## Известные уроженцы
- Максуд Сюндюкле (Садык Мубинович Максудов) (1904—1981) — татарский поэт, переводчик.